# WACK! Art and the Feminist Revolution
"WACK ! Art and the Feminist Revolution" a fost o expoziție de artă internațională pentru femei prezentată la Muzeul de Artă Contemporană din Los Angeles organizata în perioada 4 martie - 16 iulie 2007. Ulterior a fost expusa la PS1 Contemporary Art Center, unde a fost vizibilă intre 17 februarie –12 mai 2008. Expoziția a prezentat lucrări de la 120 de artiști și grupuri de artiști din întreaga lume. 
Catalogul expoziției din 2007 - intitulat și WACK !: Art and the Feminist Revolution [2] - documentează această primă retrospectivă majoră a artei și a revoluției feministe.
Evenimentul a avut o importanta deosebita in consolidarea importantei istorice a unor femei in arta precum Lynda Benglis, Dara Birnbaum, Judy Chicago, Jay Defeo, Isa Genzken, Lee Lozano, Ana Mendieta, Marta Minujin, Yvonne Rainer, Carolee Schneemann, Nancy Spero, Francesca Woodman și Lygia Clark - cea din urmă fiind subiectul unei viitoare expoziții retrospective majore la MoMA.